# جواز سفر جمهورية إفريقيا الوسطى
يصدر جواز سفر جمهورية أفريقيا الوسطى لمواطني جمهورية أفريقيا الوسطى للسفر الدولي. صفحة المعلومات والبيانات مطبوعة باللغة الفرنسية.

## متطلبات التأشيرة
اعتبارًا من 2 يوليو 2019 كان مواطنو جمهورية إفريقيا الوسطى يتمتعون بإمكانية الدخول إلى 49 دولة وإقليمًا بدون تأشيرة أو تأشيرة عند الوصول مما جعل جواز سفر جمهورية إفريقيا الوسطى يحتل المرتبة 94 من حيث حرية السفر وفقًا لمؤشر هينلي لجوازات السفر.